# Portes de Fer (Asie centrale)
Pour les articles homonymes, voir Portes de Fer.
Les Portes de Fer sont un défilé situé à proximité de Boysun, dans la Province de Sourkhan-Daria en Ouzbékistan, sur la route entre Samarcande et Balkh. Elle ouvre la chaine montagneuse qui s'étend des Monts Hissar vers l'Amou-Daria en direction du sud.
Dans les temps anciens, les Portes de Fer ouvraient un passage entre la Bactriane et la Sogdiane, et revêtait sans doute d'une grande importance pour les puissances régionales. Leur nom vient de la croyance que de véritables portes, renforcées de fer, se dressaient dans le défilé.